# Попово (гміна Тлухово)
Попово (пол. Popowo) — село в Польщі, у гміні Тлухово Ліпновського повіту Куявсько-Поморського воєводства.
У 1975-1998 роках село належало до Влоцлавського воєводства.